# Pat Coombs
Pat Coombs (27 de agosto de 1926 – 25 de mayo de 2002) fue una de las principales actrices de carácter británicas, especialista en el retrato de mujeres pisoteadas, y cómicamente dominadas por personalidades más fuertes. 

## Primeros años
Su nombre completo era Patricia Doreen Coombs, y nació en el distrito de Camberwell, Londres. Nacida en el seno de una familia de tres hijos, su padre trabajaba en el ramo del seguro para la empresa Employers' Liability, precursora de Commercial Union.
Coombs estudió en Beckenham, Londres. Tras dejar la escuela empezó a trabajar como profesora de educación preescolar antes de que su entusiasmo por la actuación hiciera que tomara clases de interpretación durante la Segunda Guerra Mundial con su amiga y vecina Vivien Merchant. A los 19 años de edad ganó una beca para formarse como actriz en la LAMDA, donde posteriormente enseñó dialecto a los estudiantes.

## Carrera

### Radio
Se labró un nombre en el ambiente radiofónico postbélico interpretando a 'Nola', la hija de Irene Handl en la producción de Arthur Askey Hello Playmates. Su papel se había iniciado como un espacio aparte dentro del show de Bob Monkhouse. Coombs también ganó experiencia como humorista trabajando en programas junto a Ted Ray y Charlie Chester.

### Televisión
Una primera oportunidad televisiva llegó a Coombs cuando actuó con Tony Hancock en un episodio de la serie Hancock's Half Hour (1957). Posteriormente intervino de manera regular en el show de Cyril Fletcher (1959) y en la producción de 1963 The Dick Emery Show. También participó en las sitcoms Barney Is My Darling (1965-66, junto a Irene Handl) y Wild, Wild Women (1969, con Barbara Windsor). 
Tras un relativo éxito trabajando junto a Peggy Mount en la serie televisiva Lollipop Loves Mr Mole producida por Independent Television (ITV) en 1971, ambas encontraron una mejor plataforma para demostrar su talento en el programa de Yorkshire Television You're Only Young Twice (1977-1981). Gracias a estas cooperaciones, las dos actrices acabaron siendo grandes amigas.
A lo largo de su carrera Coombs tuvo dos contribuciones memorables a la serie Dad's Army. En 1971 interpretó a Mrs Hall en la película Dad's Army y en 1975 hizo el papel doble de Marie / Clippie en la adaptación radiofónica de A Soldiers Farewell. 
Otros de sus trabajos televisivos fueron Beggar My Neighbour (1967), Don't Drink the Water (1974-75), Up Pompeii! (1969), Till Death Us Do Part (1966-75) y su secuela In Sickness And In Health (1990 - 1992), así como The Lady is a Tramp (1983), en la que trabajaba con Patricia Hayes. Coombs fue también tema del programa This is Your Life en 1978, y actuó regularmente como invitada en el programa de variedades de Noel Edmonds Noel's House Party (1992-95), así como en los concursos Blankety Blank y Celebrity Squares (1975-79 y en la reposición de 1993-94). 
En 1989 actuó en el famoso serial de la BBC EastEnders. Durante un año fue Marge Green, trabajando con las incondicionales EastEnders June Brown, Edna Doré y Gretchen Franklin. El personaje de Coombs se introdujo como un intento deliberado de dar un punto de humor al programa, que había sido criticado por ser demasiado deprimente. Sin embargo, muchos de los televidentes sentían que las historias humorísticas quitaban credibilidad al programa, por lo cual el personaje fue eliminado en 1990 tras la entrada de un nuevo productor ejecutivo, Michael Ferguson.
Tras su paso por EastEnders, Coombs fue artista invitada en la comedia de la BBC Birds of a Feather, en Boon y en el drama médico Doctors en 2001, que fue su última actuación en la pantalla.

### Televisión infantil
Coombs trabajó con regularidad en la televisión infantil. La suya fue una de las voces escuchadas en la serie Ragdolly Anna (1982-1987), dobló al Policía Pat en Mooncat (1984) y dio voz a una de las marionetas de Playbox (1988), junto con Keith Chegwin. También apareció en Rainbow (1981-82), El show de Basil Brush (1977-1979) La Superabuela y junto a Stanley Baxter interpretó a Miss Flavia Jelly en Mr Majeika (1988-89), entre otros trabajos.

### Cine
Pat Coombs también actuó en el cine, en filmes como Carry On Doctor (1968), Carry On Again, Doctor (1969), On the Buses (1971), Dad's Army (1971), Ooh, You Are Awful (1972, con Dick Emery), Adolf Hitler: My Part in his Downfall (escrita e interpretada por Spike Milligan en 1972), así como un pequeño papel sin acreditar como Henrietta Salt en el clásico de 1971 Willy Wonka & the Chocolate Factory. 

## Vida personal
Coombs nunca llegó a casarse.
Coombs fue diagnosticada de osteoporosis en 1995, convirtiéndose en una colaboradora activa de la Sociedad Nacional de Osteoporosis, recaudando en Navidad un total de 100.000 £ para caridad e investigación.
Acababa de completar un papel para Radio 4 junto a June Whitfield en el programa Like They've Never Been Gone, cuando falleció a causa de un enfisema. Su muerte tuvo lugar el 25 de mayo de 2002 en Denville Hall, una residencia para actores en Londres a la que se había trasladado para estar más cerca de su amiga Peggy Mount, fallecida seis meses antes. Fue incinerada en el Crematorio Breakspear, en Londres.